# اسپیریتوود (داکوتای شمالی)
اسپیریتوود(به انگلیسی: Spiritwood) شهری در ایالت داکوتای شمالی کشور ایالات متحده آمریکا است که جمعیت آن در سرشماری سال ۲۰۱۰ میلادی، ۱۸ نفر بوده‌است.